# Іванов Олександр Іванович
Олександр Іванович Іванов (нар. 10 жовтня 1926, Миколаїв, УРСР) — радянський футболіст та тренер, виступав на позиції півзахисника та нападника.

## Кар'єра гравця
Розпочав футбольну кар'єру у військовому клубі ОБО (Одеса), куди його призвали на вйськову службу. До 1957 року виступав у клубах «Металург» (Одеса) та «Авангард» (Миколаїв).

## Тренерська діяльність
По завершенні ігрової кар'єри розпочав тренерську діяльність. У 1958 році став головним тренером аматорського клубу «Торпедо» (Миколаїв). З 1960 по 1961 рік допомагав тренувати, а в 1962 році особисто керував «Суднобудівником» (Миколаїв). Потім працював з дітьми в Спортивній школі Миколаєва.